# Aliquippa
Aliquippa  è una città degli Stati Uniti d'America, nella contea di Beaver nello Stato della Pennsylvania. Secondo il censimento del 2000 la popolazione è di 11 734 abitanti.

## Società

### Evoluzione demografica
La composizione etnica vede una prevalenza di bianchi (62,59%) seguita da afroamericani (35,52%), nell'anno 2000.
| city di Aliquippa Popolazione |        |
| 2000                          | 11 734 |
| Stima al 2009                 | 10 548 |